# Promień van der Waalsa
Promień van der Waalsa - odległość najdalszych elektronów od jądra atomowego (w przypadku pojedynczego atomu) lub od geometrycznego środka cząsteczki. Wyobrażając sobie atom lub cząsteczkę jako kulę, której powierzchnię tworzą najdalej położone od centrum elektrony, promień van der Waalsa jest po prostu promieniem tej kuli. Chociaż takie uproszczenie jest z punktu widzenia mechaniki kwantowej całkowicie błędne i naiwne, to jednak sprawdza się ono w wielu praktycznych zastosowaniach.
Na przykład w kryształach (o ile nie są to kryształy jonowe) odległości między poszczególnymi cząsteczkami (atomami), tworzącymi daną sieć krystaliczną, ściśle odpowiadają znanym promieniom van der Waalsa. Te same cząsteczki (atomy) w cieczy również zajmują przestrzeń odpowiadającą tym promieniom. Wreszcie w gazie tzw. objętość wykluczona, czyli objętość zajmowana bezpośrednio przez cząsteczki tworzące ten gaz, odpowiada dość ściśle objętości kul o średnicach odpowiadających promieniom van der Waalsa tych cząsteczek.
Promienie te można także rozpatrywać jako graniczną odległość, na jaką mogą się zbliżyć do siebie dwa atomy bez wzajemnego odpychania się lub tworzenia wiązań chemicznych.
Promienie van der Waalsa dla atomów w cząsteczkach są o 25 do 50% większe od promieni walencyjnych tych samych atomów, co wynika z faktu, że w wiązaniach chemicznych chmury elektronowe obu tworzących je atomów częściowo się nakładają.
Porównanie promieni walencyjnych i van der Waalsa dla kilku wybranych atomów (Å):
| Atom | Promień walencyjny | Promień van der Waalsa |
| N    | 0,7                | 1,5                    |
| P    | 1,1                | 1,9                    |
| S    | 1,04               | 1,85                   |
| I    | 1,33               | 2,15                   |

Promienie van der Waalsa stosunkowo prostych i zbliżonych do kształtu kuli cząsteczek można obliczać przez odpowiednie sumowanie promieni kowalencyjnych i van der Waalsa tworzących je atomów. Na przykład cząsteczka metanu (CH4) składa się z centralnego atomu węgla, który posiada promień kowalencyjny 0,77 Å, oraz czterech symetrycznie wokół niego rozmieszczonych atomów wodoru, które mają promień kowalencyjny 0,30 Å i van der Waalsa 1,2 Å.
Cała cząsteczka ma zatem promień van der Waalsa równy 0,77 + 0,3 (długość wiązania C-H) + 1,2 = 2,37 Å - co dobrze odpowiada danym eksperymentalnym.
W przypadku bardziej złożonych cząsteczek obliczenia tego rodzaju jednak zupełnie zawodzą.
Odmianą promieni van der Waalsa są promienie jonowe, które w istocie są promieniami van der Waalsa określonych jonów. Dla kationów (jonów o ładunku dodatnim) promienie te są znacznie mniejsze od promieni atomów, zaś w przypadku anionów jest na odwrót.